# Paul Veyne
Pour les articles homonymes, voir Veyne.
Paul-Marie Veyne, né le 13 juin 1930 à Aix-en-Provence et mort le 29 septembre 2022 à Bédoin, est un historien et universitaire français,.
Spécialiste de la Rome antique, ancien élève de l'École normale supérieure, membre de l'École française de Rome (1955-1957), il est professeur honoraire du Collège de France.

## Biographie

### Jeunesse et formation
Paul Veyne est issu d'un milieu modeste : des grands-parents agriculteurs, un père employé de banque puis courtier en vins. Il est le premier de sa famille à obtenir le baccalauréat. Il indique avoir été fasciné dès son enfance par les antiquités, notamment par la découverte à 8 ans d’une pointe d’amphore romaine gisant dans la terre près de Cavaillon,. Dans le premier entretien de son ouvrage Sexe et pouvoir à Rome, Paul Veyne distingue leur « religion sans Église », sa fascination pour l'art antique — qu'il rapproche de l'art italien et oppose à l'« art germanique » — et l'« absence de susceptibilité identitaire » comme des éléments expliquant son intérêt pour le monde gréco-romain.
Après une scolarité secondaire au collège Mignet d'Aix, une hypokhâgne au lycée Henri-IV à Paris, puis une khâgne au lycée Thiers de Marseille, Paul Veyne devint élève à l'École normale supérieure (1951-1955) et à l’École pratique des hautes études (1951-1954 et 1957-1962),,.
Arrivé deuxième au concours de l'agrégation de grammaire (1955), il devient élève de l’École française de Rome. Il se lie d'amitié avec Georges Ville, un autre normalien parti lui aussi à Rome.
Après avoir publié un texte contre l'usage de la torture par les troupes françaises dans les guerres coloniales, il est pisté par la police. Parallèlement, et sans grande conviction, il adhère au PCF, et le quitte, après l'insurrection de Budapest en 1956. Il affirme n'avoir pas été capable de sortir un seul mot durant toutes les réunions de ses cinq années de participation, expliquant : « Je me trouvais en présence d'une secte, je ne comprenais pas de quoi il s'agissait, à quoi ça servait, ce qu'il fallait dire,… ». S'il confesse son admiration pour la base, il reconnait ne pas avoir été militant.
Il soutient sa thèse de doctorat sur la pratique du don dans l'Empire romain en 1974. Elle est publiée en 1976 sous le titre Le Pain et le Cirque. C'est en voulant écrire sa préface qu'il a développé les idées qui ont constitué l'un de ses ouvrages les plus importants, Comment on écrit l'histoire.

### Carrière universitaire
Après avoir commencé sa carrière à la Sorbonne comme assistant, sa carrière universitaire se déroule à Aix-en-Provence à partir de 1961, où il finit professeur. En 1975, il entre au Collège de France grâce à l'appui de Raymond Aron (alors abandonné par son ancien dauphin Pierre Bourdieu) qui veut voir en ce normalien celui qui s'occupera de ses travaux après sa mort. Mais Paul Veyne oublie de citer son nom lors de sa leçon inaugurale, ce qu'Aron ne lui pardonne pas : « Pour Aron, ce fut un choc terrible, le signe de mon ingratitude. Et à partir de ce jour, il se mit à me persécuter après m'avoir fait élire… ». Titulaire de la chaire d'histoire de Rome, il y reste en activité de 1975 à 1998.
En février 1979, il fait partie des 34 signataires de la déclaration rédigée par Léon Poliakov et Pierre Vidal-Naquet pour démonter la rhétorique négationniste de Robert Faurisson.
Il a participé à la série d'émissions de Gérard Mordillat et Jérôme Prieur sur les débuts du christianisme, L'Apocalypse (2008), qui a suscité un grand retentissement en France et en Allemagne après sa première diffusion sur la chaîne Arte.
À la fin de sa vie, il crée la polémique en proposant la suppression des options de langues anciennes dans l'enseignement secondaire,, position qu'il réitère dans le contexte de la réforme du collège de 2015, en déclarant notamment : « Il vaut mieux apprendre l'anglais que le latin et le grec »,.

### Mort
Paul Veyne meurt le 29 septembre 2022 à Bédoin à l'âge de 92 ans,.
À la suite de l'annonce de sa mort, le président de la République française Emmanuel Macron déplore, dans un communiqué officiel, la perte d'un « grand historien ». Le même jour, sa mémoire est saluée par tous les historiens comme ayant été un de ceux qui ont fait avancer l’histoire romaine, en travaillant sur des sujets aussi importants que les échanges économiques et culturels à travers la Méditerranée,. Le 30 septembre 2022, le Collège de France ainsi que la bibliothèque municipale de Bédoin rendent hommage à sa mémoire,. Le 3 octobre 2022, la direction de l'École française de Rome rappelle dans un communiqué de presse l'importance de son bilan d'historien et d'universitaire.

### Vie privée
Paul Veyne épouse l'indianiste Hélène Flacelière, dite Elena Irissou en 1964, avec qui il a un fils, Damien. Il se remarie avec le médecin Estelle Blanc en 1979.
Dans le dernier chapitre de son ouvrage Et dans l'éternité je ne m'ennuierai pas, Paul Veyne fait le récit de sa vie beaucoup plus intime,. Il évoque notamment le suicide de son fils, la mort de sa femme Estelle, ou encore le pacte passé avec celle-ci pour officialiser et régir le ménage à trois qu’ils formeront avec la meilleure amie d'Estelle,, Françoise Combes-Mareschal, également médecin.
Paul Veyne était affecté d'une malformation congénitale dite Leontiasis ossea ou Syndrome de la Face de Lion, qui lui donnait une bosse sur la joue gauche,.

## Travaux
Paul Veyne continue de publier des ouvrages où, pour une nouvelle écriture de l'histoire, il mêle l'érudition aux bons mots, les valeurs nietzschéennes (notamment à travers ses études des jeux du cirque) à une approche de l'objet puisée chez Michel Foucault. Il revendique également l'influence des sociologues Max Weber et Georg Simmel, de l'historien Henri-Irénée Marrou et des travaux du jeune Aron sur la « philosophie critique de l'histoire ».
Il mène également une réflexion sur l'émergence et la victoire du christianisme dans l'Empire romain, problématique qui fait l'objet de son livre en 2007 Quand notre monde est devenu chrétien (312-394),.
Les Grecs ont-ils cru à leurs mythes ? Essai sur l'imagination constituante est son ouvrage le plus connu du grand public.
Parallèlement, il a publié une étude de référence sur l'œuvre et la personne de René Char, fruit d'une passion attentive de plus de quarante ans : René Char en ses poèmes (Gallimard, 1990), ainsi qu'un essai sur Michel Foucault (Albin-Michel, 2008). Il publie également un livre sur la peinture italienne qu'il considère comme inventive, inattendue, et qu’à chaque demi-siècle elle nous surprend par une nouveauté qui est un coup de génie.
En décembre 2015, il publie une réflexion sur l'histoire de Palmyre et de sa destruction récente par Daech,.

## Pensée
Pour Veyne, la notion d'événement historique se trouve redéfinie à mille lieues de l'histoire-bataille et en rupture affichée avec tout déterminisme moniste. Le problème à poser est donc celui du passage des événements vécus aux objets abstraits formalisés dans un système.
Chez Veyne, il y a toujours dans l’opération historiographique un paradoxe incontournable : l’histoire fait voir les disparus. Les hommes du passé y restent comme l’absent du récit ou du roman d’histoire. Faute d’une présence et de la voix, tous ces disparus sont perçus comme l’autre, « le fantasme de l’historiographie ». L’écriture poétique est partie prenante de la pratique disciplinaire, car elle permet le déplacement du passé-absent à une représentation-présent.
Dissertant sur le rôle de l’histoire dans la formation générale de l'homme cultivé, aussi bien que de son utilité spécifique, il considère que le principal mérite de cette science est d'être un instrument de culture intellectuelle, d'habituer l'esprit à la méthode critique, de soumettre au raisonnement ce qui se dit et ce qui s'écrit.
Il considère également la religion comme l’une des composantes d’une civilisation, et non sa matrice. Par là se trouvait entériné le concept de culture tel que l’a introduit l’anthropologie. Ce n’est pas avec la culture mais avec des cultures que la religion entretient nécessairement un rapport qui selon les cas sera plus ou moins positif,.
Dans son livre Le Pain et le cirque. Sociologie historique d'un pluralisme politique, Paul Veyne écrivait que l’évergétisme antique n’était ni un don pour l’obtention des magistratures, ni une redistribution des richesses destinée à acheter la « paix sociale ». Les évergètes ne donnaient pas pour obtenir un pouvoir qu’ils avaient déjà par leur fortune, et cherchaient en fait à affirmer leur supériorité sociale en inscrivant leurs diverses largesses dans la « mémoire civique » de leur cité. Un autre point important de la démonstration de Paul Veyne est qu’ils donnaient aux citoyens, et non aux pauvres. Le pauvre était absorbé et masqué par le citoyen, même si un nombre considérable de citoyens étaient pauvres eux aussi. L’évergétisme n’avait rien à voir avec la charité chrétienne, car la finalité du donateur dans le christianisme était l’obtention du paradis, alors que l’évergète cherchait à atteindre par ses dons un but bien plus concret.

## Appréciations
« Un peu plus tard, j'ai eu la plus grande expérience intellectuelle de ma vie en lisant le livre éblouissant de Paul Veyne, Le pain et le cirque. »

— Jon Elster.

« Il y a deux grandes espèces de sceptiques : ceux qui ne croient à rien par paresse, par fatigue, par mollesse, esprits aussi « distingués » que totalement désintéressés de tout. Et ceux qui ne croient que ce qu’ils ont compris, éprouvé, prouvé et vérifié. Veyne appartient bien sûr à la seconde race, la bonne. »

— Claude Roy.

« P. Veyne m’a constamment aidé au cours de ces années. Il sait ce que c’est que rechercher, en véritable historien, le vrai ; mais il connaît aussi le labyrinthe dans lequel on entre dès qu’on veut faire l’histoire des jeux du vrai et du faux ; il est de ceux, assez rares aujourd’hui, qui acceptent d’affronter le danger que porte avec elle, pour toute pensée, la question de l’histoire de la vérité. Son influence sur ces pages serait difficile à circonscrire. »

— Michel Foucault, à propos des modifications introduites entre 1976 et 1984 dans la série de recherches sur l'Histoire de la sexualité.

## Publications

### Ouvrages

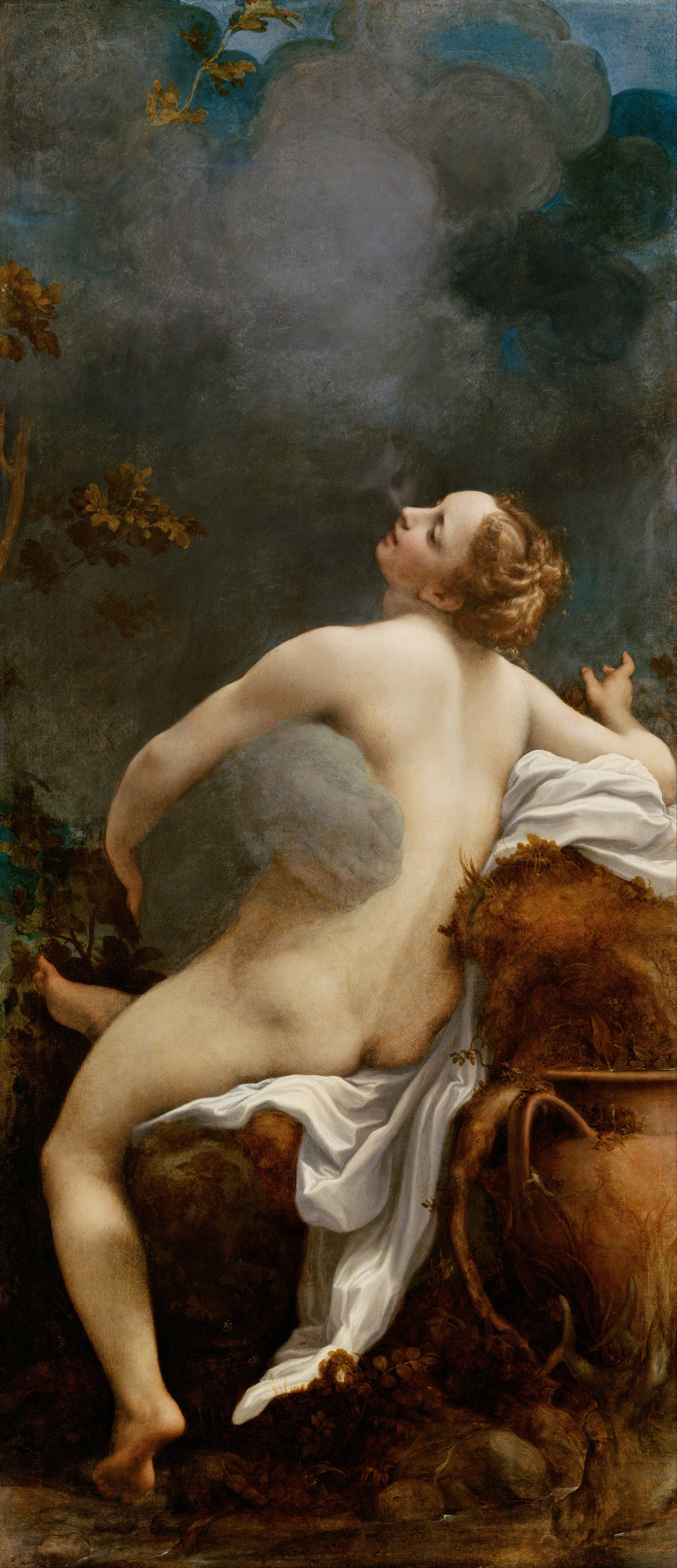
Couverture de Mon musée imaginaire de Paul Veyne : Jupiter et Io, par Le Corrège.

- Comment on écrit l'histoire : essai d'épistémologie, Paris, Éditions du Seuil, « L'Univers historique », 1971 ; rééd. augmentée de « Foucault révolutionne l'histoire », 1978.  (ISBN 2-02-002668-6) ; rééd. abrégée suivie de « Foucault révolutionne l'histoire » dans la collection « Points histoire », 1979.  (ISBN 2-02-005283-0) ; « Points histoire », 1996[68].  (ISBN 2-02-028778-1)
- Le Pain et le cirque. Sociologie historique d'un pluralisme politique, Paris, Éditions du Seuil, « L'Univers historique », 1976.  (ISBN 2-02-004507-9) ; rééd. dans la collection « Points histoire », 1995[69].  (ISBN 2-02-025463-8)
- L'Inventaire des différences. Leçon inaugurale au Collège de France, Paris, Éditions du Seuil, 1976[70].  (ISBN 2-02-004508-7)
- L'Élégie érotique romaine. L'amour, la poésie et l'Occident, Paris, Éditions du Seuil, « Pierre vives », 1983.  (ISBN 2-02-006555-X) ; rééd. dans la collection « Points histoire », 2003.  (ISBN 2-02-062171-1)
- Les Grecs ont-ils cru à leurs mythes ? Essai sur l'imagination constituante, Paris, Éditions du Seuil, « Des travaux », 1983.  (ISBN 2-02-006367-0) ; rééd. dans la collection « Points histoire », 1992.  (ISBN 2-02-015953-8)
- René Char en ses poèmes, Paris, Gallimard, « NRF essais », 1990.  (ISBN 2-07-071974-X) ; rééd. dans la collection « Tel », 1995.  (ISBN 2-07-074102-8)
- La Société romaine, Paris, Éditions du Seuil, « Des travaux », 1991.  (ISBN 2-02-012987-6) ; rééd. augmentée d'un texte liminaire dans la collection « Points histoire », 2001.  (ISBN 2-02-052360-4)
- Le Quotidien et l'intéressant. Entretiens avec Catherine Darbo-Peschanski, Paris, Les Belles Lettres, 1995[71].  (ISBN 2-251-44048-8) ; rééd. Paris, Hachette, Pluriel, 1997.  (ISBN 2-01-278817-3) ; 2006.  (ISBN 2-01-279326-6)
- Sexe et pouvoir à Rome, préface de Lucien Jerphagnon, Paris, Tallandier, 2005. Recueil d'articles précédemment publ. dans la revue L'Histoire (1978-2004).  (ISBN 2-84734-244-3) ; rééd. dans la collection « Points histoire », 2007.  (ISBN 978-2-7578-0420-9)
- L'Empire gréco-romain, Paris, Éditions du Seuil, « Des travaux », 2005[72] (Recueil d'articles augmentés et remaniés). précédemment publiés dans diverses revues (2000-2004).  (ISBN 2-02-057798-4) ; rééd. Paris, Éditions France loisirs, 2006.  (ISBN 2-7441-9610-X)
- avec Laurent Greilsamer, René Char, Paris, Ministère des affaires étrangères, Culturesfrance, « Auteurs », 2007.  (ISBN 978-2-35312-019-2)
- Quand notre monde est devenu chrétien (312-394), Paris, Albin Michel, « Idées », 2007  (ISBN 978-2-226-17609-7). rééd. Paris, Le Livre de Poche, 2010[73].
- Sénèque. Une introduction, préface de Lucien Jerphagnon, suivi de la lettre 70 des Lettres à Lucilius, Paris, Tallandier, coll. « Texto », 2007.  (ISBN 978-2-84734-424-0)
- Michel Foucault. Sa pensée, sa personne, Paris, Albin Michel, Sciences humaines, 2008.  (ISBN 2226179143) rééd. Paris, Le Livre de Poche, 2010.
- Mon musée imaginaire, ou les chefs-d'œuvre de la peinture italienne, Paris, Albin Michel, Beaux livres, 2010[74].  (ISBN 9782226181879)
- Et dans l'éternité je ne m'ennuierai pas : souvenirs, Paris, Albin Michel, 2014[75].  (ISBN 978-2-22625-688-1) rééd. Paris, Le Livre de Poche, 2016.
- Palmyre. L'irremplaçable trésor, Paris, Albin Michel, 2015  (ISBN 9-782226-315113) rééd. dans la collection « Points histoire », 2015[76].
- La Villa des Mystères à Pompéi, Paris, Gallimard, coll. « Art et Artistes », 2016., 180 p. (ISBN 978-2-07-017759-2)
- Une insolite curiosité, Paris, Robert Laffont, coll. « Bouquins », 2020,  (ISBN 978-2221249222). Recueil de textes[77],[78].

### Éditions et travaux en collaboration
- avec Roger Errera, Georges Ville (1929-1967). In memoriam, Aix-en-Provence, P. Veyne, 1972.
- Sur l'individu, Paris, Le Seuil, 1985.
- Philippe Ariès et Georges Duby (dir.), Histoire de la vie privée ; vol. I, sous la direction de Paul Veyne: De l’Empire romain à l’an mil, Paris, Éditions du Seuil, « L’Univers historique », 1988.
- « Foucault et le dépassement (ou achèvement) du nihilisme », in coll., Michel Foucault philosophe : rencontre internationale (Paris, 9-11 janvier 1988) ; Paris, Éditions du Seuil, « Des travaux », 1989, p. 399-402.
- « Humanitas : les Romains et les autres » ; in Andrea Giardina (it) (dir.), L'uomo romano, Bari, Laterza, 1989 ; - trad. fr., L’Homme romain, Paris, Éditions du Seuil, « L’Univers historique », 1992, p. 421-459.
- Sénèque, Œuvres choisies: Entretiens. Lettres à Lucilius, édition établie (avant-propos, préface, bibliographie, chronologie, introductions, notes) et traduction revue par Paul Veyne, Paris, Robert Laffont, « Bouquins », 1993  (ISBN 2-221-07127-1) ; rééd. 1998  (ISBN 2-221-07127-1).
- avec Marie-Claude Char, René Char, La Sorgue et autres poèmes, textes intégraux ; texte établi d'après l'édition définitive et les éditions originales, édition, avant-propos et notes établis par Marie-Claude Char et Paul Veyne, Paris, Hachette, « Classiques Hachette. Poésie XXe siècle », 1994. (1- Texte  (ISBN 2-01-020531-6) ; 2- Dossier du professeur  (ISBN 2-01-020532-4))
- avec François Lissarrague et Françoise Frontisi-Ducroux, Les Mystères du gynécée, Paris, Gallimard, « Le temps des images », 1998[79].  (ISBN 2-07-074738-7)
- Religion et politique (Les Rendez-vous de l'Histoire, Blois 2005), Paris, Pleins Feux, 2005.
- avec Louis Marin, Propagande expression roi, image idole oracle : visibilité et lisibilité des images du pouvoir, Paris, Éditions Arkhê, 2011, 90 p. (ISBN 978-2-918682-12-7)

### Préfaces
- à Machiavel, Le Prince, (Il Principe) suivi d'extraits des Œuvres politiques (Opere politiche) et d'un choix des Lettres familières (Lettere familiari), traduit de l'italien par Gohory, Toussaint Guiraudet et Edmond Barincou, Paris, Gallimard, « Folio », 1980.  (ISBN 2-07-037173-5) ; rééd. 1988. ; rééd. « Folio Classique », 2007.  (ISBN 978-2-07-034483-3)
- à Peter Brown, Genèse de l'Antiquité tardive, (The Making of late Antiquity), traduit de l'anglais par Aline Rousselle, Paris, Gallimard, « Bibliothèque des histoires », 1983.  (ISBN 2-07-070026-7) ; rééd. Paris, Le Grand livre du mois, 1999.  (ISBN 2-7028-3795-6)
- à Sénèque, De la tranquillité de l'âme, (De Tranquillitate animi) traduit du latin par Colette Lazam, Marseille, Rivages, « Petite bibliothèque Rivages », 1988.  (ISBN 2-86930-151-0) ; rééd. 1993.  (ISBN 2-86930-474-9)
- à Elisabeth Couturier, Ernest Pignon-Ernest. Propos recueillis par Elisabeth Couturier, Paris, Herscher, 1990.  (ISBN 2-7335-0160-7) : rééd. 2003.  (ISBN 2-7335-0362-6)
- à La prière. Les « Hymnes d'Orphée », (« Hymnes orphiques ») traduits et présentés par Pascal Charvet, Paris, Éditions Nil, « Le cabinet de curiosités », 1995.  (ISBN 2-84111-026-5)
- à Peter Green, D'Alexandre à Actium. Du partage de l'Empire au triomphe de Rome, (Alexander to Actium. The Historical Evolution of the Hellenistic Age) traduit de l'anglais par Odile Demange, Paris, Robert Laffont, « Bouquins », 1997.  (ISBN 2-221-08471-3)
- à Gérard Degeorge, Palmyre. Métropole caravanière, Paris, Éditions Imprimerie nationale, 2001.  (ISBN 2-7433-0408-1)
- à Paul Zanker, Un art pour le plaisir des sens. Le monde figuré de Dionysos et d'Aphrodite dans l'art hellénistique, (Eine Kunst für die Sinne. Zur Bilderwelt des Dionysos und der Aphrodite) traduit de l'allemand par Cécile Michaud, Paris, G. Monfort, « Imago mundi », 2001.  (ISBN 2-85226-495-1)
- à Lucien Jerphagnon, Julien, dit l'Apostat :Histoire naturelle d'une famille sous le Bas-Empire, Paris, Tallandier, 2008  (ISBN 978-2-84734-516-2)
- à Pierre Grimal et Claude Fouquet, Julien, la mort du monde antique, Paris, L'Harmattan, 2009.  (ISBN 978-2-296-08075-1)
- à Georges Ville, La gladiature en Occident des origines à la mort de Domitien, Rome, École française de Rome, 2014, 519 p. (ISBN 978-2-7283-1073-9)
- à Joël Thomas, Mythanalyse de la Rome antique, Paris, Les Belles Lettres, 2015., 282 p. (ISBN 978-2-251-38570-9)

### Traductions
- Christian Meier, La Politique et la grâce. Anthropologie politique de la beauté grecque, (Politik und Anmut), traduit de l'allemand par Paul Veyne, Paris, Éditions du Seuil, « Des Travaux », 1987.  (ISBN 2-02-009768-0)
- Virgile (trad. du latin), L'Énéide, Paris, Albin Michel/Les Belles Lettres, 2016., 429 p. (ISBN 978-2-226-20910-8)[80]

## Récompenses et distinctions

### Décorations
- Officier de la Légion d'honneur (décret du 25 mars 2016 ; Chevalier de la Légion d'honneur en 1990)[81] ;
- Officier de l'ordre national du Mérite (décret du 10 mai 1995)[82],[83] ;
- Commandeur de l'ordre des Arts et des Lettres (septembre 2016)[84].

### Récompenses
- 1972 : prix de l'essai de l'Académie française pour Comment on écrit l’histoire[85].
- 2006 : prix Chateaubriand pour l'Empire gréco-romain.
- 2007 : prix du Sénat du livre d'histoire pour Quand notre monde est devenu chrétien[86].
- 2007 : grand prix Gobert pour l'ensemble de son œuvre[85].
- 2009 : prix Roger-Caillois de l'Essai[87].
- 2014 : prix Femina essai pour Et dans l'éternité je ne m'ennuierai pas[88].
- 2017 : prix de la BnF pour Palmyre. L'irremplaçable trésor[89].
- 2021 : médaille du Sénat français[90].